# تب طلای استرالیا
تب طلای استرالیا (انگلیسی: Australian gold rushes) دوره‌ای از تاریخ استرالیا می‌باشد که در زمان بالا گرفتن التهاب و هیجان کاذب تب طلا، تعداد قابل توجهی از کارگران و مهاجران (از خارج یا سایر نواحی استرالیا) به مناطق ادعا شده در رابطه با کشف طلا هجوم آورده یا نقل مکان نمودند. گزارش‌هایی از کشف طلا تا پیش از سال ۱۸۵۱ در این مناطق نیز وجود داشت اما اکتشافاتی که بعد از تاریخ موصوف به عمل آمد و اخبار آن پخش گردید، یک طوفان مهاجرتی برای کشف طلا را آغاز کرد. یکی از عمده دلایل عدم پخش خبرهای در رابطه با کشف طلا تا قبل از سال ۱۸۵۱ مربوط به تصمیم دولت استعماری و کوچ‌نشین نیو ساوت ولز بود چرا که فکر می‌کردند انتشار رسمی خبرهای در رابطه با کشف طلا موجب کاهش نیروی کار و بی‌ثباتی اقتصادی خواهد گردید.
پس از آنکه در سال ۱۸۴۸ میلادی، تب طلای کالیفرنیا آغاز گردید، تعداد بسیار زیادی از مردم استرالیا برای کشف طلا به سمت کالیفرنیا کوچ نمودند. دولت نیو ساوت ولز با مشاهدهٔ این روند صعودی در مواضع خود تجدید نظر کرد و خواستار تصویب دفتر کوچ‌نشین انگلیس برای اجازهٔ بهره‌برداری از منابع معدنی و همچنین اعطای پاداش به جویندگان طلا گردید.

## تاریخچه کاوش‌ها
نخستین تب طلای استرالیا در سال ۱۸۵۱ آغاز گردید و این موضوع مرتبط با ادعای شخصی به نام ادوارد هارگریوز مبنی بر پیدا نمودن طلای خام در نزدیکی منطقه اورنج بود، در محلی که وی نامش را اوفیر گذاشته بود. هارگریوز در میدان‌های کشف طلای کالیفرنیا حضور داشت و به همین جهت، تکنیک‌های جدید استخراج طلا از جمله معدن‌کاوی اکتشافی و استخراج به شیوهٔ طلا شویی را کاملاً فرا گرفته بود.

## نگارخانه

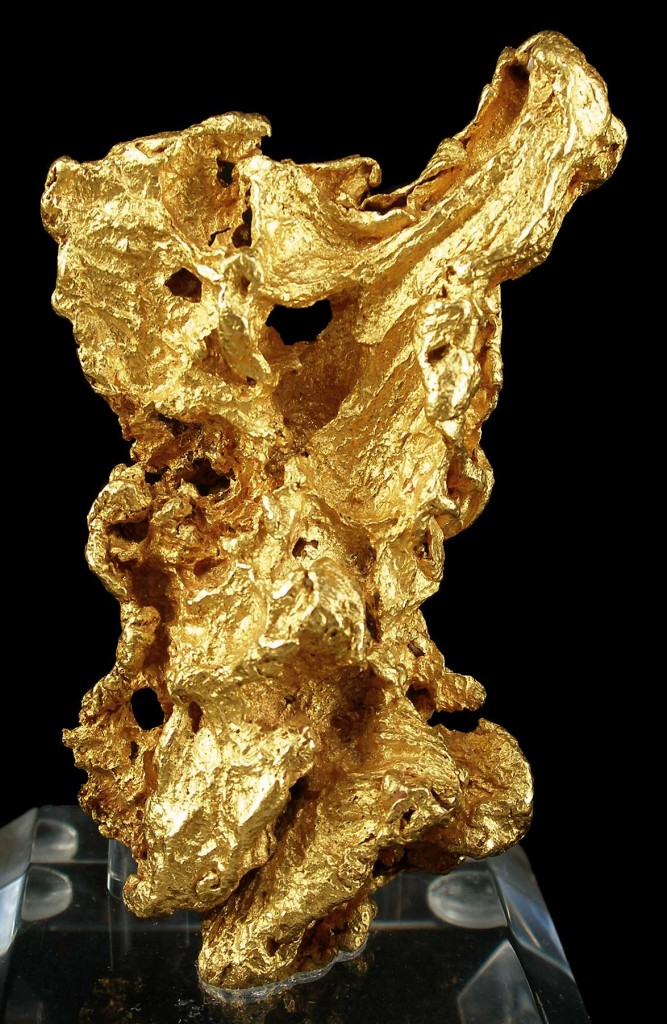
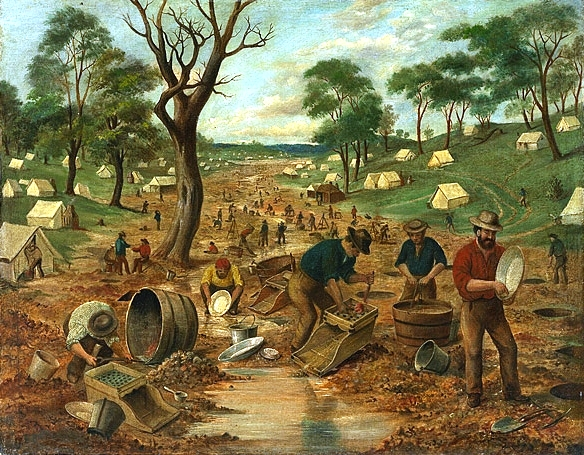
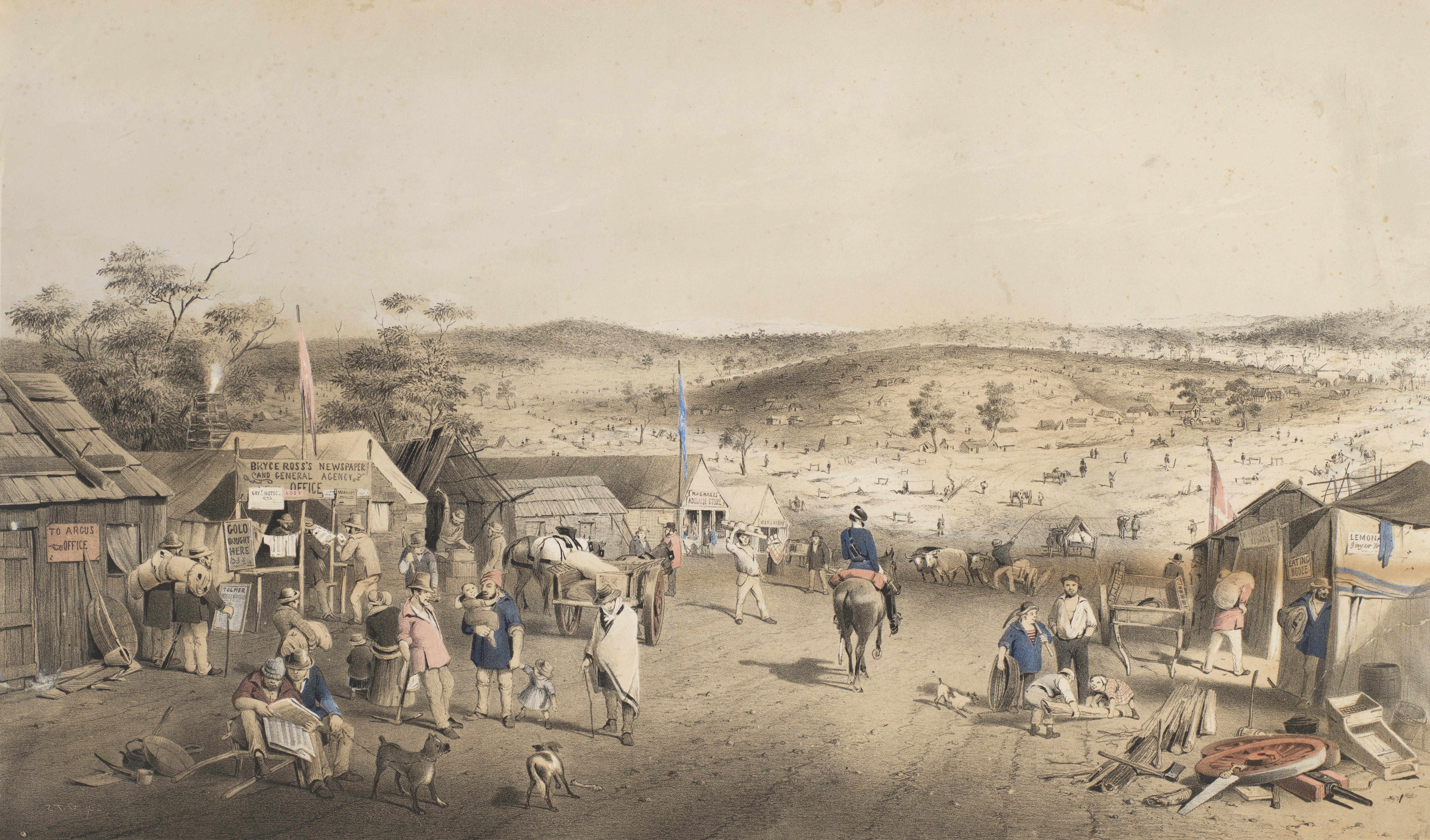
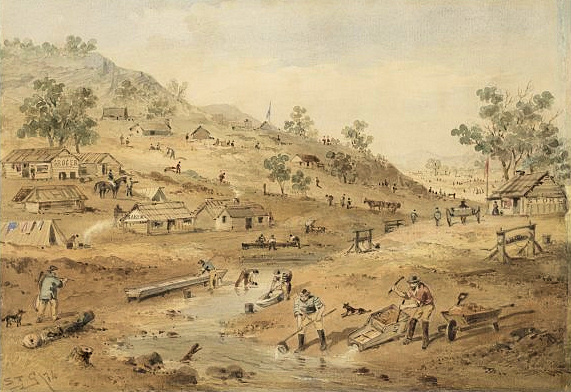
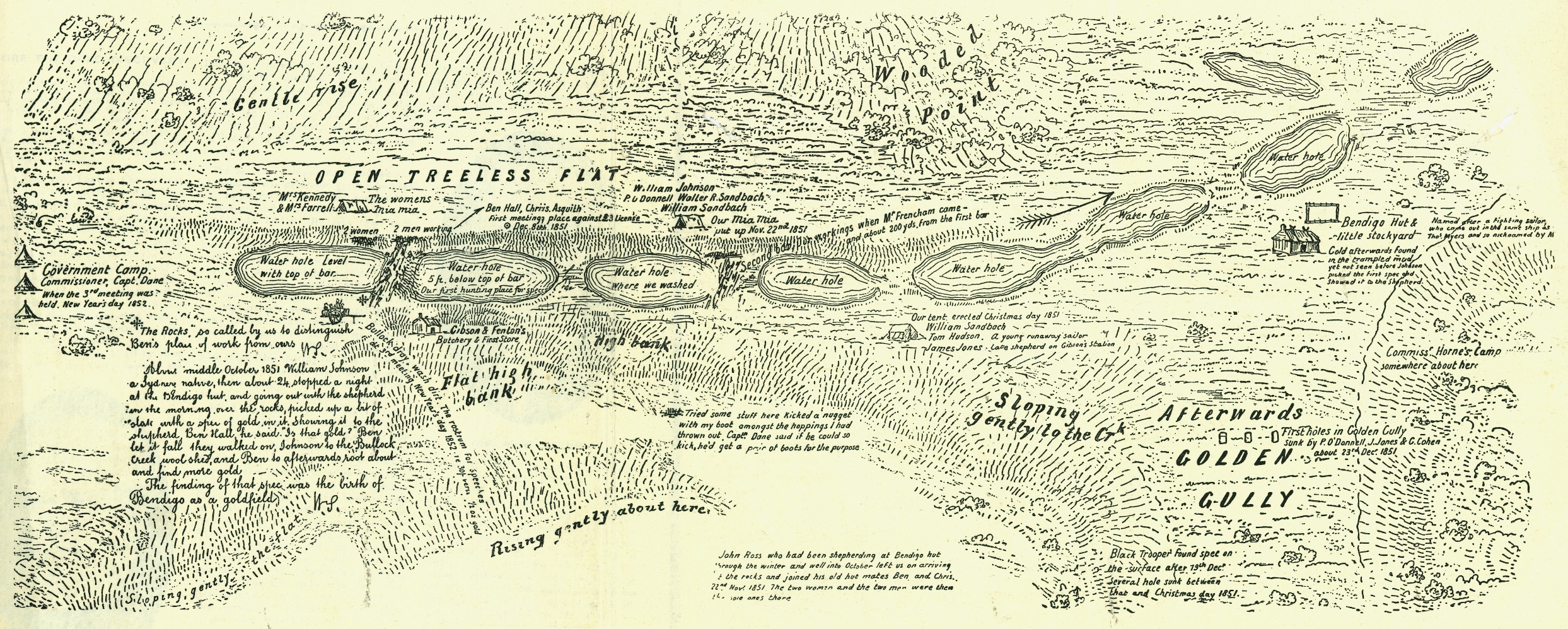
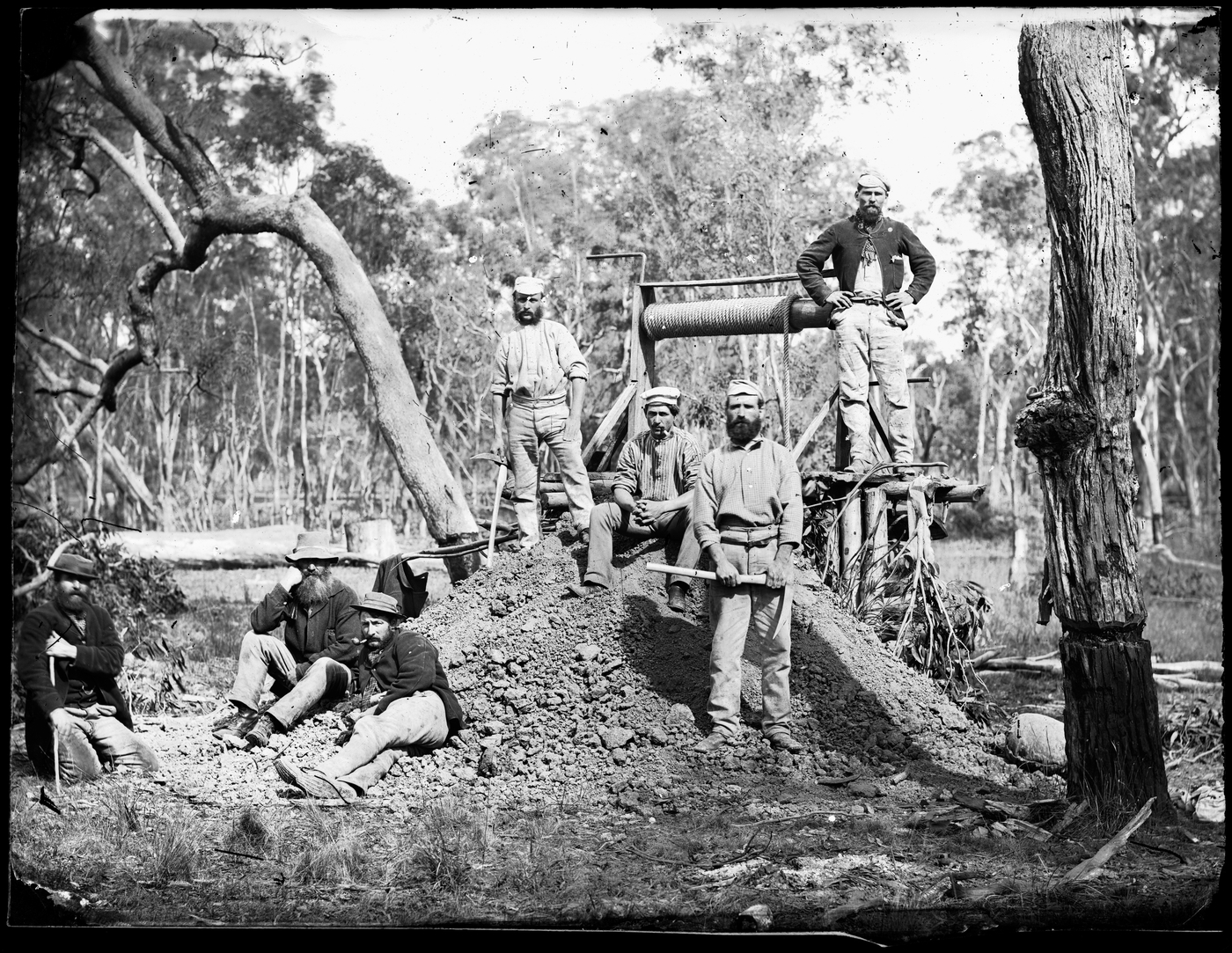
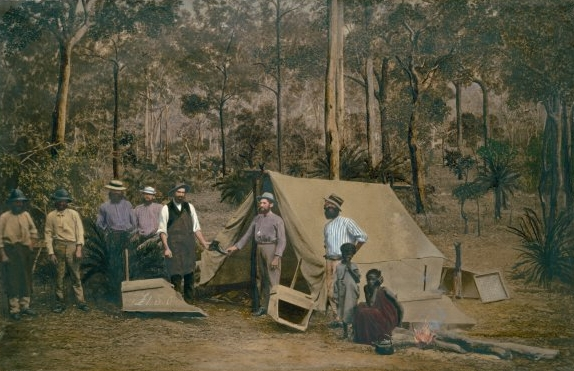